# Surface de Hirzebruch
En mathématiques, les surfaces de Hirzebruch, ou surfaces rationnelles géométriquement réglées, sont des surfaces algébriques complexes. Elles forment une famille {\displaystyle \Sigma _{n}}, paramétrée par un entier n ≥ 0.
Avec le plan projectif, les surfaces {\displaystyle \Sigma _{0}} et {\displaystyle \Sigma _{r}} pour r > 1 sont les seules surfaces minimales rationnelles.

## Classification, théorème de Hirzebruch
Une surface rationnelle géométriquement réglée est une surface rationnelle X munie d'un morphisme {\displaystyle \pi :X\to \mathbb {C} P^{1}} qui est une fibration algébrique ou holomorphe de fibre {\displaystyle \mathbb {C} P^{1}}. Une telle surface s'identifie à {\displaystyle \Sigma _{0}=\mathbb {C} P^{1}\times \mathbb {C} P^{1}}, ou possède une unique section d'auto-intersection négative –n. Cette section est dite exceptionnelle et notée s∞. Ces surfaces possèdent également une section nulle s0.
Friedrich Hirzebruch a montré que deux surfaces rationnelles géométriquement réglées {\displaystyle \Sigma _{n}} et {\displaystyle \Sigma _{m}} sont isomorphes (en tant que surfaces complexes) si et seulement si m = n. En tant que surfaces réelles, elles sont difféomorphes si et seulement si m et n ont même parité.

## Transformations de Nagata élémentaires
Les surfaces rationnelles géométriquement réglées s'obtiennent les unes des autres par les transformations de Nagata élémentaires positives ({\displaystyle \Sigma _{n}\to \Sigma _{n+1}}) et négatives ({\displaystyle \Sigma _{n}\to \Sigma _{n-1}}), partant de {\displaystyle \Sigma _{0}=\mathbb {C} P^{1}\times \mathbb {C} P^{1}}.
La transformation de Nagata négative consiste en un éclatement (blow up) en un point d'une fibre de la projection (n'appartenant pas à la section exceptionnelle), puis en la contraction (en) (blow down) le long de l'adhérence de la fibre privée de ce point. Le diviseur exceptionnel de l'éclatement prend alors le rôle de la fibre au-dessus de ce point. La transformation de Nagata positive consiste en un éclatement d'un point de la section exceptionnelle s∞ et en une contraction de la fibre correspondante.
On obtient dans tous les cas une surface rationnelle par le critère de Castelnuovo.

## Homologie, forme d'intersection, diamant de Hodge
L'homologie des surfaces rationnelles géométriquement réglées est connue :
{\displaystyle H_{j}(\Sigma _{n})={\begin{cases}\mathbb {Z} &j=0,4\\\mathbb {Z} ^{2}&j=2\\0&{\text{sinon.}}\end{cases}}}
En particulier, l'homologie H2 est engendrée par les représentants de la section exceptionnelle et d'une fibre choisie au-dessus d'un point {\displaystyle x\in \mathbb {C} P^{1}} :
{\displaystyle H_{2}(\Sigma _{n})\simeq \mathbb {Z} [s_{\infty }]\oplus \mathbb {Z} [\pi ^{-1}(x)].}
Dans cette base, la forme d'intersection (en) (qui découle de la dualité de Poincaré) a pour matrice de Gram (unimodulaire) :
{\displaystyle B={\begin{pmatrix}-n&1\\1&0\end{pmatrix}}.}
La forme quadratique binaire entière associée ne dépend donc (à équivalence près) que de la parité de n.
Le diamant de Hodge associé aux surfaces rationnelles géométriquement réglées est :
{\displaystyle {\begin{matrix}&&1&&\\&0&&0&\\0&&2&&0\\&0&&0&\\&&1&&\end{matrix}}}

## Étude des courbes trigonales
Les surfaces rationnelles géométriquement réglées se prêtent à l'étude des courbes trigonales (en), c'est-à-dire les courbes X telles que le degré minimal d'une application rationnelle {\displaystyle X\to \mathbb {C} P^{1}} est 3. Ces courbes incluent en particulier les courbes elliptiques.

## Référence
(de) Friedrich Hirzebruch, « Über eine Klasse von einfachzusammenhängenden komplexen Mannigfaltigkeiten », Mathematische Annalen, vol. 124,‎ 1951, p. 77-86 (DOI 10.1007/BF01343552, lire en ligne)